# 石川県立田鶴浜高等学校
石川県立田鶴浜高等学校（いしかわけんりつ たつるはまこうとうがっこう、英: Ishikawa Prefectural Tatsuruhama High School）は、石川県七尾市（旧・鹿島郡田鶴浜町）上野ヶ丘町にある公立の高等学校（看護高等学校）。

## 設置学科
- 衛生看護科（本科卒業後に専攻科があり、5年一貫教育）
- 健康福祉科

## 沿革
- 1948年（昭和23年）5月1日 - 石川県立七尾農業高等学校田鶴浜分校創立（定時制農業課程・家庭課程）、旧赤蔵村役場庁舎で。
- 1950年（昭和25年）4月1日 - 木工科増設。
- 1952年（昭和27年）4月1日 - 石川県立七尾城北高等学校田鶴浜分校と改称、田鶴浜町地内（組合立病舎）に移転。
- 1956年（昭和31年）4月1日 - 家庭課程のみとなる（農業科・木工科廃止）。
- 1963年（昭和38年）4月1日 - 石川県立七尾高等学校田鶴浜分校となる（家庭課程）。
- 1964年（昭和39年）11月7日 - 田鶴浜町上野丘に新校舎建設、移転。
- 1965年（昭和40年）
  - 4月15日 - 体育館竣工。
  - 4月19日 - 石川県立七尾高等学校田鶴浜分校開校、落成式挙行。
- 1966年（昭和41年）
  - 4月6日 - 2教室増築。
  - 8月31日 - 作法室竣工。
- 1967年（昭和42年）
  - 3月31日 - 石川県立七尾高等学校田鶴浜分校廃校。
  - 4月1日 - 石川県立田鶴浜女子高等学校と校名変更し発足（全日制家政科・衛生看護科）。
  - 11月3日 - 校旗制定、校歌作成。
  - 12月16日 - 普通教室、衛生看護科の看護管理実習室・模型標本室・医療機器室基礎看護実習室を増築。
- 1968年（昭和43年）
  - 2月17日 - 開校式挙行。
  - 5月14日 - 衛生看護科寄宿舎竣工。
- 1970年（昭和45年）5月31日 - 特別校舎及び渡り廊下・玄関・ロッカー室竣工。
- 1971年（昭和46年）1月8日 - 特別校舎及び渡り廊下竣工。
- 1972年（昭和47年）10月17日 - 新体育館落成。
- 1973年（昭和48年）3月15日 - 運動場竣工。
- 1974年（昭和49年）9月7日 - プール竣工。
- 1980年（昭和55年）3月26日 - 特別教室棟竣工。
- 1981年（昭和56年）12月5日 - 特別教室棟竣工。
- 1985年（昭和60年）5月14日 - 管理特別教室棟竣工。
- 1987年（昭和62年）
  - 5月10日 - 管理教室棟竣工。
  - 8月4～6日 - 第35回全国高等学校家庭クラブ研究発表大会主管。
- 1989年（平成元年）
  - 7月20日 - 管理教室棟竣工。
  - 11月20日 - 校舎新築落成式挙行。
- 1991年（平成3年）12月10日 - 前庭修景緑化工事完成。
- 1992年（平成4年）3月25日 - テニスコート竣工。
- 1993年（平成5年）8月4～6日 - 第24回全国高等学校衛生看護科専攻科研究協議大会主管。
- 1994年（平成6年）4月1日 - 石川県立田鶴浜高等学校と改称し、男女共学化（全日制健康福祉科・衛生看護科）。
- 1995年（平成7年）
  - 2月6日 - 寄宿舎「鶴明寮」竣工。
  - 3月30日 - 福祉実習棟竣工・男子トイレ竣工。
- 1996年（平成8年）9月4日 - 第2体育館竣工。
- 1997年（平成9年）
  - 3月17日 - 校舎・寄宿舎下水道接続工事。
  - 9月30日 - 特別教室棟屋根防水工事。
- 1998年（平成10年）
  - 2月7日 - 看護科実習棟給湯器取替工事。
  - 3月17日 - 第1体育館大規模改造工事。
  - 9月16日 - 校舎バリアフリー化整備工事。
  - 12月20日 - 校長公舎・職員公舎解体撤去工事。
- 1999年（平成11年）9月14日 - 専攻科実習室改修工事。
- 2000年（平成12年）
  - 3月13日 - 公立能登総合病院隣接地に実習棟竣工。
  - 4月1日 - 専攻科（衛生看護科）開設。
  - 6月30日 - 図書室・保健室冷房設備工事。
  - 9月13日 - 寄宿舎調理室改修工事。
  - 11月15日 - 駐車場舗装及びフェンス取替工事。
- 2001年（平成13年）
  - 3月19日 - スクールバス「みちしおⅢ」号購入。
  - 7月31日 - 寄宿舎寮室冷房工事。
- 2002年（平成14年）4月1日 - 衛生看護科5年一貫教育開始。
- 2003年（平成15年）7月29日 - 職員室冷房設備工事。
- 2006年（平成18年）
  - 10月24日 - 第1体育館耐震補強工事。
  - 11月13日 - 屋外キュービクル改修。
- 2007年（平成19年）
  - 8月2～3日 - 第13回全国福祉高等学校長会総会・研究協議会、福祉担当教員等研究協議会主管。
  - 10月22日 - 能登半島地震災害復旧工事。
- 2009年（平成21年）
  - 3月31日 - 衛生看護科5年一貫教育の教育課程及び実習施設の変更が承認される。
  - 4月1日 - 介護福祉士受験資格が取得できる福祉系高等学校として新たに指定される。
- 2012年（平成24年）3月15日 - 寄宿舎「鶴明寮」増築。
- 2013年（平成25年）12月20日 - 特別教室棟大規模改造・耐震補強工事。
- 2024年（令和6年）1月1日 - 能登半島地震が発生。避難所となった[1]ことから三学期の始業式が延期された[2]。

## 部活動
- 運動部 - バレーボール、ソフトテニス、バドミントン、バスケットボール、卓球、剣道
- 文化部 - 茶道、手話、ブラスバンド、美術、写真、情報処理、家庭、筝曲、JRC

## 校歌
作詞：金崎権理、作曲：川崎敏

## 所在地
〒929-2195 石川県七尾市上野ヶ丘町59

### 教育棟（専攻科）
〒926-0816 石川県七尾市藤橋町ア部6番地10（公立能登総合病院敷地内）

## アクセス
- のと鉄道七尾線田鶴浜駅より徒歩15分